# تپه سیس
تپه سیس مربوط به سدهٔ ۷ ه.ق است و در شهرستان قروه، بخش ئیلاق، روستای سیس در استان کردستان واقع شده و این اثر در تاریخ ۱۱ مهر ۱۳۸۳ با شمارهٔ ثبت ۱۱۱۶۴ به‌عنوان یکی از آثار ملی ایران به ثبت رسیده است.